# Trứng trà
Trứng trà là món ăn vị mặn đặc trưng của ẩm thực Trung Quốc. Thường được bán như một món ăn vặt, khi đó ở dạng một quả trứng luộc được tách vỏ đôi phần và sau đó được luộc lại trong trà, cùng nước sốt hoặc gia vị. Món còn được gọi là trứng cẩm thạch vì các vết nứt trên vỏ trứng tạo ra các đường sẫm màu thành hoa văn giống đá cẩm thạch. Thường được bán tại các gánh hàng rong hoặc trong chợ đêm ở hầu hết các phố người Hoa trên khắp thế giới, món cũng được phục vụ trong các nhà hàng châu Á. Mặc dù có nguồn gốc từ Trung Quốc và có truyền thống gắn liền với ẩm thực Trung Quốc nhưng công thức nấu và biến thể tương tự khác đã được phát triển khắp châu Á. Trứng trà có nguồn gốc từ tỉnh Chiết Giang như một cách để bảo quản thực phẩm từ lâu đời nhưng hiện đã được tìm thấy ở khắp các tỉnh thành.

## Chế biến

### Phương pháp truyền thống
Trứng trà thơm và có vị là một món ăn truyền thống của Trung Quốc. Công thức ban đầu sử dụng nhiều loại gia vị khác nhau, nước tương và lá trà đen. Một loại gia vị thường được sử dụng để tạo hương vị cho món trứng trà là bột ngũ vị hương của Trung Quốc, có chứa quế xay, đại hồi, tiểu hồi hương, đinh hương và tiêu Tứ Xuyên. Một số công thức không sử dụng lá trà, nhưng chúng vẫn được gọi là "trứng trà". Trong phương pháp chế biến truyền thống, trứng được luộc cho đến khi chúng đạt trạng thái rắn và chín. Trứng luộc chín vớt ra khỏi nước, toàn bộ lớp vỏ của từng quả trứng được làm nứt nhẹ nhàng ra xung quanh. Phương pháp làm nứt vỏ là nét đặc trưng chính thức trong công thức trứng truyền thống này. Các vết nứt nhỏ hơn tạo ra nhiều vân cẩm thạch hơn, có thể nhìn thấy khi bóc trứng để ăn. Phần nước thừa khi đun sôi sẽ tự thấm vào quả trứng. Sau khoảng 10 phút, trứng đã nứt vỏ sẵn sàng cho trở lại vào nước trà pha gia vị đã chuẩn bị sẵn và đun ở lửa vừa. Đun nhỏ lửa cho phép gia vị thấm vào các vết nứt và tẩm ướp trứng bên trong lớp vỏ. Sau khoảng hai mươi phút, trứng và chất lỏng được đổ sang hộp thủy tinh hoặc gốm để tiếp tục ngâm trong tủ lạnh. Để có kết quả tốt nhất, trứng được ngâm trong ít nhất vài giờ. Màu đậm của trà ướp gia vị tạo hiệu ứng hoa văn cẩm thạch khi bóc vỏ để ăn.

### Phương pháp nhanh chóng

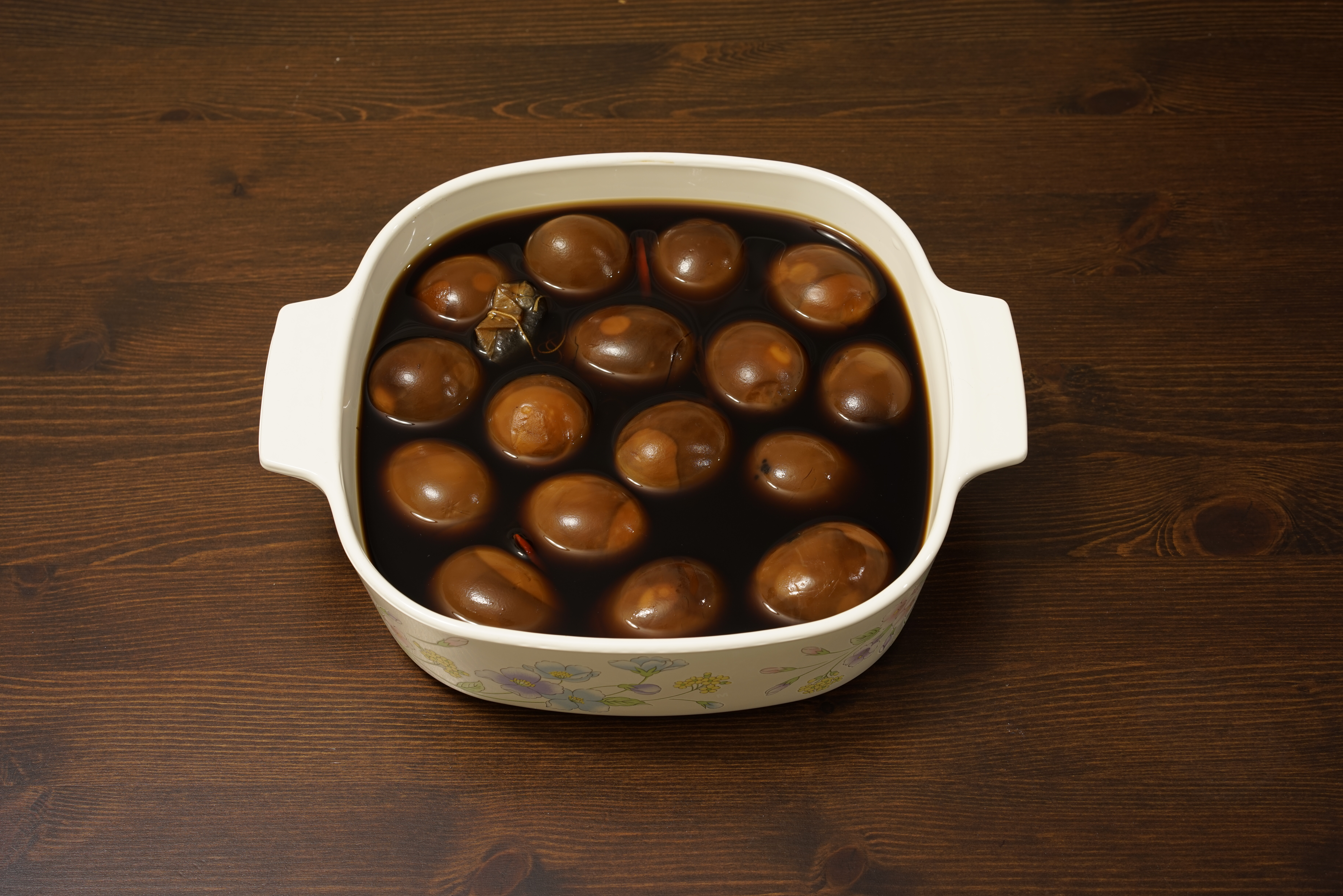
Trong phương pháp nhanh, vỏ được loại bỏ trước khi ngâm.

Một phương pháp khác để làm món trứng trà là luộc trứng cho đến khi chín hoàn toàn bên trong, sau đó bóc tách quả trứng đã luộc chín khỏi vỏ và để chúng ngâm trong hỗn hợp trà pha gia vị ở lửa nhỏ lâu hơn một chút. Trứng và chất lỏng được lấy xuống bếp và được chuyển sang hộp thủy tinh hoặc sứ để ngâm tiếp. Phương pháp này yêu cầu thời gian ngâm ngắn hơn so với phương pháp truyền thống; tuy nhiên, quả trứng kém hấp dẫn về mặt thị giác hơn khi không có hoa văn cẩm thạch như phương pháp chế biến vỏ nứt truyền thống. Trứng có thể ăn bất cứ lúc nào. Để ngâm càng lâu, hương vị sẽ càng đậm đà. Món trứng tẩm gia vị lý tưởng có sự cân bằng giữa hương vị tự nhiên của trứng và mùi vị của các loại gia vị.
Hình thức trứng trà này rất giống với trứng đậu nành.

## Hình thức và hương vị

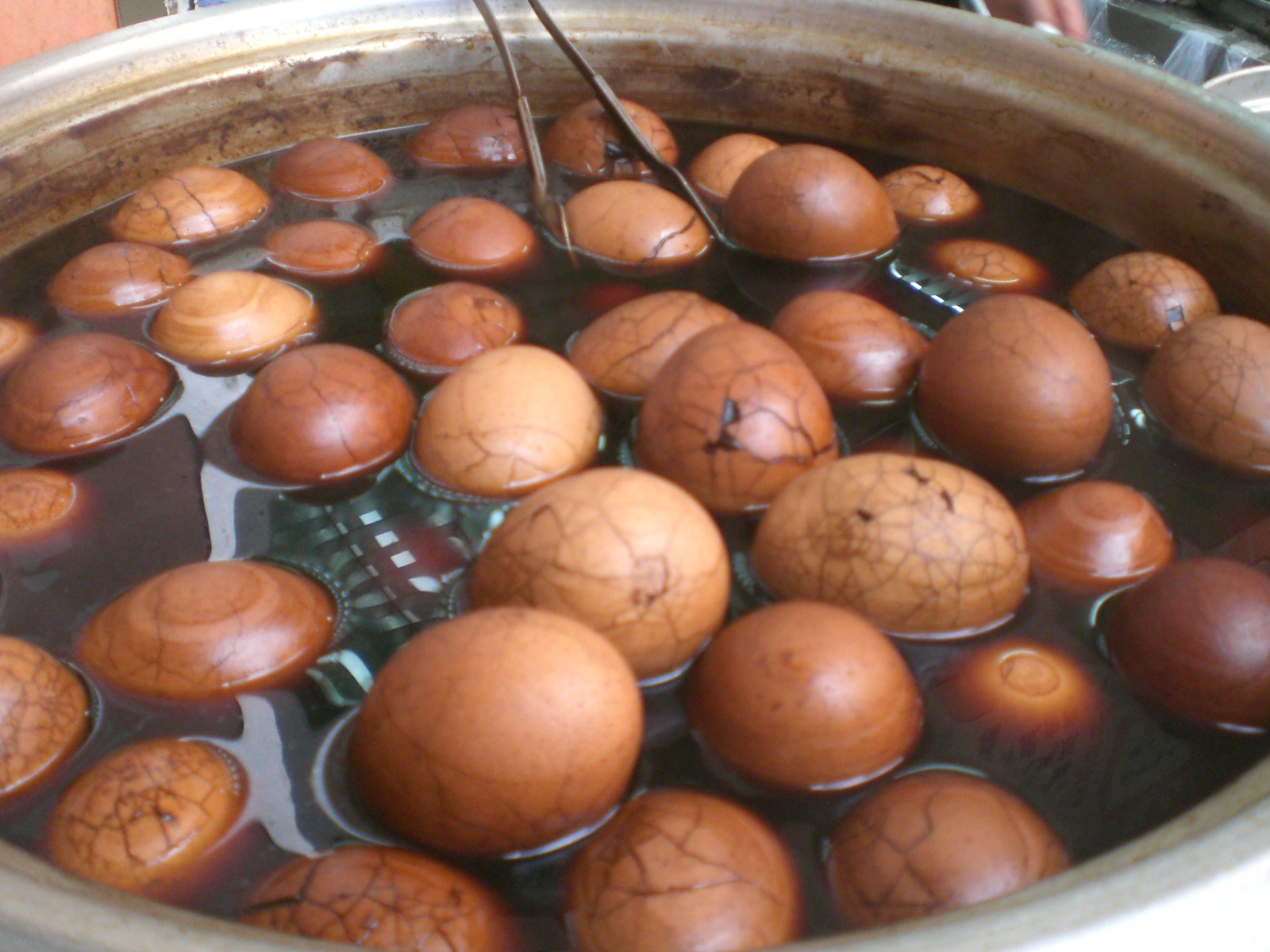
Một mẻ trà trứng còn nguyên vỏ, ngâm trong nước trà gia vị.

Khi bóc vỏ, trứng có các vùng màu nâu nhạt và nâu sẫm, có màu nâu ở giữa dọc theo các vết nứt của vỏ. Lòng đỏ có màu vàng toàn bộ, mặc dù trứng chín quá sẽ có lớp màu xám nhạt, vô hại trong khi phần lõi có màu vàng thông thường. Hương vị phụ thuộc vào trà (loại trà và độ mạnh) và nhiều loại gia vị được sử dụng. Bột ngũ vị hương gia tăng thêm vị mặn nhẹ cho lòng trắng trứng và trà làm nổi bật hương vị của lòng đỏ.

## Khu vực

### Trung Quốc

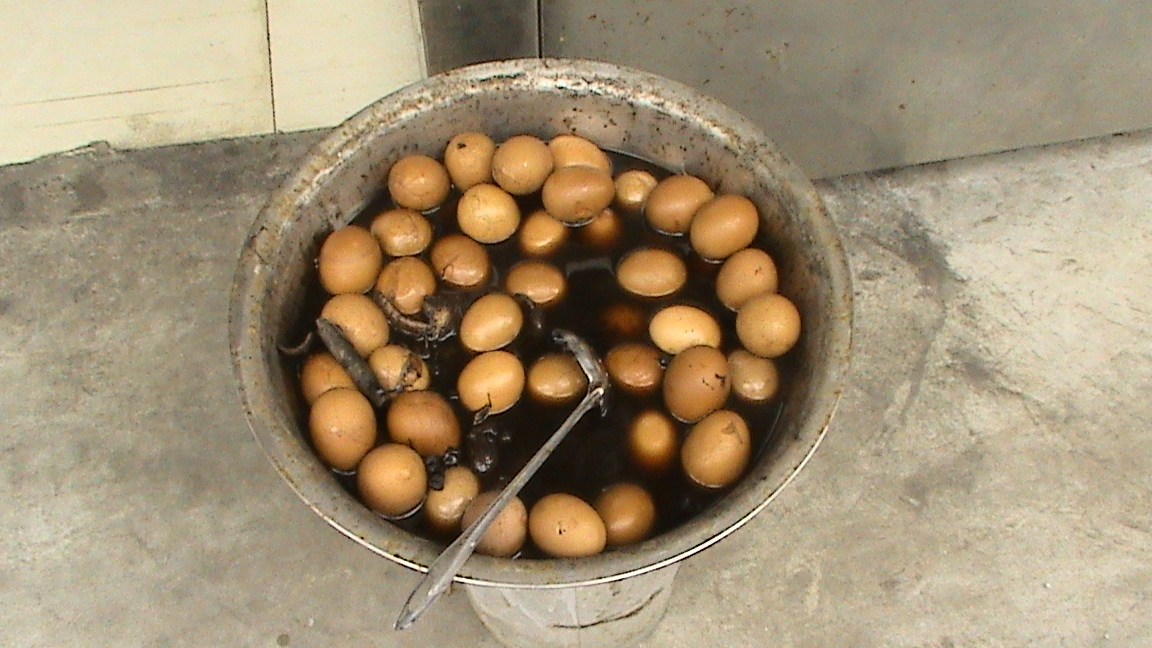
Trứng trà trong bát kim loại đặt trên bếp. Một cảnh tượng phổ biến trên khắp Trung Quốc

Ở Trung Quốc, trứng trà là món ăn gia đình. Chúng cũng được bán trong các cửa hàng, nhà hàng và từ các gánh hàng rong. Món được xem là món ăn đường phố phổ biến thường có giá khoảng 2 nhân dân tệ. Trứng trà được người Trung Quốc ăn quanh năm, nhưng nhiều nhất vào dịp Tết Nguyên đán và được xem như món ăn mang lại sự thịnh vượng, may mắn.

### Đài Loan
Ở Đài Loan, trứng trà thường được tìm thấy tại các cửa hàng tiện lợi. Chỉ tính riêng chuỗi 7-Eleven, trung bình 100 triệu quả trứng trà được bán ra mỗi năm. Trong những năm gần đây, các nhà sản xuất trứng trà lớn đã chuyển sang sản xuất trứng trái cây và các loại trứng có hương vị khác, chẳng hạn như quả mâm xôi, việt quất và trứng vịt muối.

### Indonesia
Ở Indonesia, trứng trà được đưa vào ẩm thực Indonesia bản địa với tên gọi telur pindang và các thành phần cũng đã được thay đổi một chút. Telur pindang là trứng luộc với gia vị, muối và nước tương. Tuy nhiên, thay vì trà đen, phiên bản Indonesia sử dụng vỏ hành tím thừa, lá gỗ tếch, hoặc lá ổi như phẩm màu nâu sẫm. Telur pindang thường có ở Indonesia, nhưng phổ biến hơn ở Java và Nam Sumatra. Telur pindang thường được phục vụ như một phần của tumpeng, nasi kuning, hoặc nasi campur. Ở Yogyakarta, telur pindang thường được phục vụ với nasi gudeg  hoặc chỉ với cơm nóng.

### Malaysia
Telur pindang (biến thể món trứng trà của Malaysia) được cho là có nguồn gốc từ bang Johor, nơi món này phổ biến nhất, nhưng cũng có thể xuất hiện ở các khu vực khác trên Bán đảo Mã Lai. Món ăn này thậm chí còn có các biến thể phụ của công thức Johorean truyền thống ở nhiều vùng miền nam khác. Telur pindang là một món ăn không thường trực, đòi hỏi thời gian và công sức và chỉ được phục vụ trong những dịp đặc biệt như đám cưới. Tuy nhiên, ngày nay có rất nhiều nhà cung cấp telur pindang thương mại trên toàn quốc.